# Jastog
Jastog (lat. Palinurus elephas) je morski člankonožac iz porodice rakova bez velikih kliješta (palinuridae). U Hrvatskoj ga još nazivaju prug.

## Opis
Jastog može narasti do dužine od oko 60 cm i težine oko 5 kg. Duguljast je a pri glavi ima velika šarena ticala kojima prikuplja informacije o okolišu. Tamno crvenkastih je boja, oklopljen čvrstim i bodljikavim oklopom. Oklop završava repom lepezastog oblika. Nema toliko velika kliješta poput hlapa. Kliješta su mu sitna a služe mu za prikupljanje hrane.

## Rasprostranjenost
Jastog obitava u istočnom dijelu Atlantika, od južne Norveške, uz zapadnu obalu Irske, zapadnu i južnu obalu Britanskih otoka, na jug do Azorskih otoka i obala Maroka, te u Sredozemnom i Egejskom moru.
Rasprostranjen je po cijelom obalnom dijelu Jadrana, a najviše na dijelu gdje je more bistrije, slanije i dublje.

## Način života i ishrana
Danju se jastog skriva u kamenitim procjepima na dubini od 5 do 150 m, a u vrijeme noćne mjesečine izlazi u potrazi za hranom. Hrani se algama, morskim crvima, drugim vrstama rakova pa čak i strvinama.
Oklop jastoga se ne može širiti pa se zbog toga presvlače u određenim periodima kako bi mogli nesmetano rasti. Kad oklop postane previše mekan, jastog izbjegava hranjenje i povlači se u rupe u kojima je van domašaja predatora.
Najveći neprijatelji jastoga su hobotnice te velike predatorske ribe poput kostoroga.

## Razmnožavanje
Jastozi se pare kada i mužjaku i ženki potpuno otvrdne oklop. Spolnu zrelost dostižu između četvrte i pete godine života. Ženke su u pravilu veće od mužjaka. Mrijeste se tijekom zimskih mjeseci. Broj jajašaca koje će proizvesti ovisi prvenstveno o veličini jastoga a potom i o temperaturi okoliša. Vrijeme inkubacije jajašaca koja se cijelo vrijeme nalaze na tijelu ženke traje od 3 do 9 mjeseci nakon čega se mladunci izvaljuju nekoliko dana. Ličinka jastoga ima 10 različitih stadija života. Kao ličinka živi oko pola godine, a posljednji stadij razvoja je poprimanje oblika odraslog raka.

## Gospodarska vrijednost
Meso jastoga se smatra jednom od najvećih morskih delikatesa. Bijelo je i vrlo ukusno, bogato bjelančevinama i ugljikohidratima. Zbog toga se jastog smatra gospodarski najvažnijom i najčešće lovljenom vrstom rakova. Love se raznim vrstama ribolovnih alata poput vrša, mrežama stajačicama, povlačnim mrežama, harpunima ili ostima a ponajviše mrežama jastogarama.

## Vanjske poveznice
- Riblje oko - Veliki rakovi[neaktivna poveznica]